# Edificio Roca
El edificio Roca, situado en la calle San Vicente número 34 de la ciudad de Valencia, Comunidad Valenciana, es un edificio privado de estilo racionalista construido entre1934-1936, que fue proyectado por el arquitecto alcoyano Vicente Valls Gadea.

## Edificio
El edificio es obra del arquitecto alcoyano Vicente Valls Gadea y es el primero de los que ejecutó el arquitecto en la capital valenciana. Concebido para uso residencial, las obras se inician en 1934 y finalizan en el año 1936. Su estilo arquitectónico es el racionalismo, cuyo lenguaje ensayó previamente en el edificio Merín, en Cocentaina. La construcción recae a la calle San Vicente número 34 chaflán con la calle Rumbau número 2.
El edificio presenta 9 plantas y un sótano (utilizado en sus orígenes como zona de almacenamientos de los productos que se vendían en la planta comercial), de la cuales una planta baja es comercial, una planta es entresuelo, seis plantas tipo y un ático, rematando el conjunto una terraza en la que sobresale un pequeño volumen. Fue incluido en el Plan de Reforma Interior de 1928 de Valencia. El nombre del edificio se corresponde con el comercio que ocupó durante décadas el local comercial, Viuda de Miguel Roca, una popular tienda de electródomesticos, iluminación, electricidad y de discos. En la fachada se hallaba un llamativo rótulo con el nombre del comercio, que cerró a principios de la década de los años 1990.
El solar tiene forma rectangular con una construcción que se asemeja a una torre como un bloque compacto y esbelto, lo que le proporciona un aspecto imponente. La fachada asimétrica está rematada por un ático y una torre en la parte superior. Este edificio se encuentra dentro del conjunto de construcciones que se levantaron en Valencia en la época de la Segunda República Española y que tenían una clara influencia del racionalismo arquitectónico y de la arquitectura expresionista europea.
Una de las características que hacen de este edificio un elemento arquitectónico destacable es el voladizo inferior, que presenta forma redondeada y que encaja a la perfección en la estrecha calle Cotanda, lo cual permite que el edificio tenga un aspecto esbelto desde el punto de vista de la volumetría.